# Sageretia mexicana
Sageretia mexicana är en brakvedsväxtart som beskrevs av Guy L. Nesom. Sageretia mexicana ingår i släktet Sageretia och familjen brakvedsväxter. Inga underarter finns listade i Catalogue of Life.